# Ōiso
Ōiso (大磯町 Ōiso-machi?) es un pueblo en la prefectura de Kanagawa, Japón, localizado en el centro-este de la isla de Honshū, en la región de Kantō. Tenía una población estimada de 31 121 habitantes el 1 de septiembre de 2020 y una densidad de población de 1811 personas por km².

## Geografía
Ōiso está localizado en la costa central de la prefectura de Kanagawa, frente a la bahía de Sagami en el océano Pacífico El área es generalmente montañosa, que se eleva hasta el monte Koma (168 metros) en el noroeste del pueblo. Limita con la ciudad de Hiratsuka al norte y este, con el pueblo de Ninomiya al oeste y la bahía de Sagami al sur.

## Historia
Ōiso es el antiguo centro de la provincia de Sagami. Se desconoce la ubicación exacta del gobierno provincial de Sagami en el período Nara, pero la tradición y el nombre del lugar «Kōzu» dan su ubicación probable dentro de los límites del actual Ōiso.
Como asentamiento costero menor, Ōiso estaba bajo el control del clan Hōjō de Odawara durante el período Sengoku. En el período Edo era nominalmente parte del dominio Odawara y se desarrolló como Ōiso-juku, una estación del camino Tōkaidō que conectaba Edo con Kioto. Después de la restauración Meiji y con el establecimiento del sistema de distritos en 1878, quedó bajo el control del distrito de Yurugi (淘綾郡 Yurugi-gun?). Se convirtió en pueblo el 1 de abril de 1889 y se fusionó con el vecino Kōzu el 1 de diciembre de 1954.

## Demografía
Según los datos del censo japonés, la población de Ōiso ha crecido en los últimos 70 años.
| Gráfica de evolución demográfica de Ōiso entre 1940 y 2015 |
|                                                            |
| Oficina de Estadística de Japón                            |

## Ciudades hermanas
- - Komoro, Nagano, Japón;[7]
- - Nakatsugawa, Gifu, Japón ;[8]
- - Racine, Wisconsin, EE. UU.;[9]
- - Dayton, Ohio, EE. UU.[10]